# La Chapelle-Palluau
La Chapelle-Palluau là một xã ở tỉnh Vendée trong vùng Pays de la Loire, Pháp. Xã này có diện tích 13,01 km², dân số năm 2006 là 826 người. Xã này nằm ở khu vực có độ cao từ 11-64 mét trên mực nước biển.

## Biến động dân số
| Năm | 1962 | 1968 | 1975 | 1982 | 1990 | 1999 | 2006 |
| --- | ---- | ---- | ---- | ---- | ---- | ---- | ---- |
| Dân số | 649  | 684  | 605  | 618  | 647  | 686  | 826  |
| From the year 1962 on: No double counting—residents of multiple communes (e.g. students and military personnel) are counted only once. |      |      |      |      |      |      |      |